# Farnley Tyas
Farnley Tyas är en by i civil parish Kirkburton, i distriktet Kirklees, i grevskapet West Yorkshire, i England. Byn är belägen 5 km från Huddersfield. Farnley Tyas var en civil parish 1866–1925 när blev den en del av Thurstonland and Farnley Tyas. Civil parish hade 486 invånare år 1931. Farnley Tyas var ett distrikt 1894–1925. Byn nämndes i Domedagsboken (Domesday Book) år 1086, och kallades då Fereleia/Ferlei.